# Juan B. Ormaechea
Juan Bautista Ormaechea y Ernáiz (Ciudad de México, 17 de mayo de 1812 - Tulancingo, Hidalgo, 19 de marzo de 1884) fue un sacerdote católico, catedrático, político y académico mexicano.

## Biografía
Realizó sus estudios en el Seminario Conciliar de México, obtuvo un doctorado en Derecho en la Pontificia y Nacional Universidad de México. Impartió clases de etimologías grecolatinas, filosofía y derecho canónico en su alma mater, fue secretario y vicerrector. Se le designó un curato foráneo, y después se le asignó la parroquia de la Santa Vera Cruz de la Ciudad de México.  Fue canónigo de la Catedral Metropolitana de la Ciudad de México, estando en la ciudad de San Luis Potosí, que estaba en manos de los conservadores en junio de 1858, se le distinguió para que pronunciara la oración fúnebre en el funeral, 18 de junio, del Gral. Luis Gonzaga Osollo Pancorbo, militar muy apreciado por los conservadores, muerto por acción del Cholera a la edad de 30 años, por quien se guardó luto por 8 días. 
En marzo de 1863, fue promovido como primer obispo obispo de Tulancingo, aunque tomó posesión de su cargo hasta 1864. 
Mediante sermones, escritos y cartas pastorales se declaró como un firme opositor a las Leyes de Reforma y mantuvo contacto con los miembros del Partido Conservador. En 1863 —durante el clímax de la intervención francesa—, el general Frédéric Forey nombró una Junta conformada por 35 personas y presidida por Teodosio Lares, la cual, a su vez, designó a quienes fueron los miembros de la Regencia del Segundo Imperio Mexicano: Juan Nepomuceno Almonte, Pelagio Antonio de Labastida y Dávalos y José Mariano Salas. Dicha regencia o triunvirato gobernó hasta la llegada a México de Maximiliano de Habsburgo, sin embargo, debido a la ausencia de Labastida y Dávalos, el recién nombrado obispo de Tulancingo ocupó su puesto de forma provisional del 22 de junio al 17 de octubre de 1863. Después de la llegada de Maximiliano I a México, Ormaechea se consagró obispo e invitó al nuevo emperador a visitar su sede eclesiástica.   
Tras la caída del Imperio y del fusilamiento de Maximiliano en mayo de 1867, Juan B. Ormaechea fue exiliado. Permaneció en  Roma hasta el Concilio Vaticano I, poco después fue indultado por Sebastián Lerdo de Tejada. A su regreso a México fue invitado por la Real Academia Española para ser miembro fundador de la Academia Mexicana de la Lengua, de esta forma, el 11 de septiembre de 1875 se convirtió en el primer ocupante de la silla VI.
Inició los trámites para que la Virgen de los Ángeles fuera designada la patrona de su diócesis, resolución que sería aprobada en 1887 por el papa Pío IX. Fue un destacado orador, entre sus discursos se encuentran el sermón pronunciado en la Profesa el 3 de septiembre de 1854 con motivo de la epidemia de cholera morbus, y las oraciones fúnebres del general conservador Luis G. Osollo, entre muchos otros.  Murió el 19 de marzo de 1884 en Tulancingo, Hidalgo.